# Питоны
Пито́ны (лат. Pythonidae) — семейство неядовитых змей. Включает 38 современных видов из 11 родов.

## Описание

### Внешний вид и особенности строения
Размеры питонов колеблются от 1,5 (королевский питон) до 5–10 м (сетчатый питон и тигровый питон).
Окраска очень разнообразная: от более или менее одноцветной (бурого или буро-коричневого тонов) до довольно пёстрой — пятнистой, древесные виды (зелёный питон) могут быть зелёного цвета.
У питонов сохранились рудименты тазового пояса и задних конечностей. Рудименты задних конечностей снаружи довольно хорошо заметны в виде коготков по бокам клоаки — так называемых анальных шпор. Отличительная черта питонов — два лёгких, в то время как у большинства других змей нет левого лёгкого, а правое расширено и вытянуто в длину.
Имеются надглазничная кость и зубы на предчелюстных костях, отсутствующие у удавов. Ещё одним признаком, отличающим питонов от удавов, являются рудиментарные кости в гемипенисах питонов. Наличие этих костей затрудняет втягивание гемипенисов, в результате чего у питонов между рудиментами задних конечностей часто просматриваются не полностью убранные гемипенисы. Эти кости самцы используют во время ухаживания, потирая ими о самку.

### Распространение
Распространены в Восточном полушарии: в Африке к югу от Сахары, в Азии, Австралии.

### Образ жизни
Обитают преимущественно в тропических лесах, саваннах, болотистых местностях; меньшее число видов живёт в пустынях. Часто питоны селятся вблизи воды — они хорошо плавают и ныряют. Многие виды лазают по деревьям; существуют и почти полностью древесные виды. Активны в основном в сумерках и ночью.

### Питание
Питаются главным образом млекопитающими (крупные питоны заглатывают шакалов, дикобразов и т. д.), а также птицами, крупными ящерицами; молодые питоны поедают мелких грызунов и ящериц, реже — лягушек. Добычу ловят, хватая её зубами и одновременно сжимая кольцами своего тела. Добыча заглатывается целиком, чему способствует строение челюстного аппарата змей. Могут подолгу (до полутора лет) обходиться без пищи.

## Значение для человека

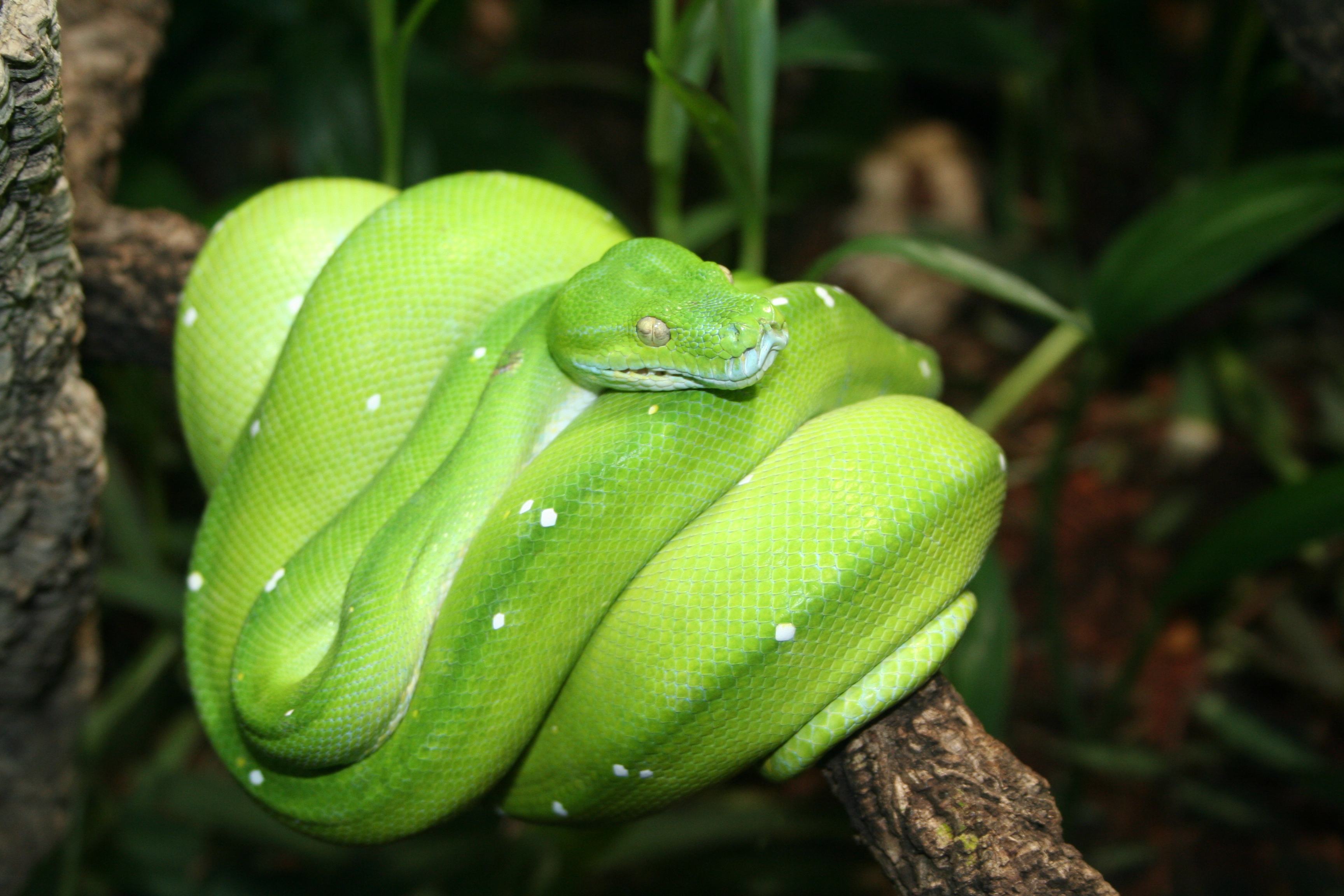
Зелёный питон (Morelia viridis)

Мясо питонов съедобно и в некоторых странах употребляется в пищу местным населением. Кожа многих видов используется в галантерейной промышленности для производства различных изделий.
Известны случаи нападения питонов на человека, в том числе и на своих хозяев: так, в 1981 году в американском Гейнсвилле 14-футовый (4 м) питон во время кормежки вместо предложенного ему кролика предпринял попытку задушить, а потом заглотить 23-летнего служащего Дж. Беннетта Боггса, которого удалось отбить у змеи; Боггес сказал, что продаст эту змею, чтобы купить другую, меньшего размера.
Питоны часто содержатся в неволе: не только в зоопарках, но и в домашних условиях любителями рептилий.
Отдельные виды этих змей являются очень популярными террариумными животными и хорошо размножаются. В неволе живут до 30–40 лет, иногда и более.

## Охранный статус
Некоторые виды питонов ранее интенсивно истреблялись ради кожи и мяса, численность других сократилась в результате разрушения местообитаний из-за хозяйственной деятельности человека. Часть видов включена в Приложения I и II Конвенции о международной торговле CITES или в Красный список МСОП.

## Систематика
В семействе питонов 11 родов, включающий более 30 современных видов:
- Antaresia — карликовые австралийские питоны
- Apodora
- Aspidites — черноголовые питоны
- Botrochilus — кольчатые питоны
- Leiopython
- Liasis — водяные питоны
- Malayopython
- Morelia — ромбические австралийские питоны
- Nyctophilopython
- Python — настоящие питоны
- Simalia